# Esquí alpino adaptado

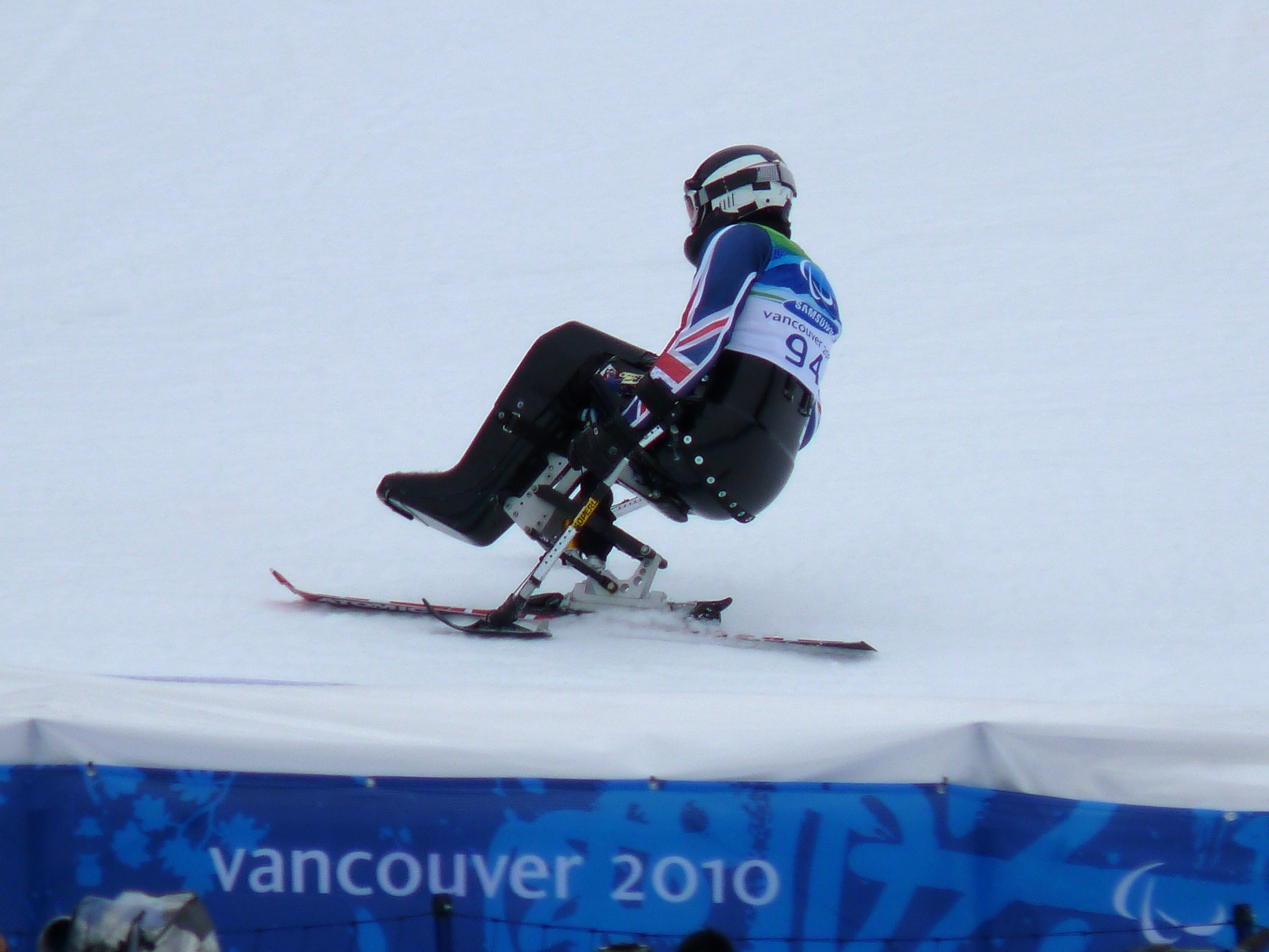
Alan Skeels-Piggins de Reino Unido en el primer evento del eslalon masculino (sentado) en los Juegos Paralímpicos de 2010.

El esquí alpino adaptado es un deporte practicado por personas con discapacidad física y visual. El deporte evolucionó debido a los esfuerzos de los veteranos discapacitados de Alemania y Austria durante y después de la Segunda Guerra Mundial. El Comité Paralímpico Internacional regula este deporte. El equipamiento principal incluye muletas de esquí, silla-esquí y esquís individuales. Entre las disciplinas de esquí alpino adaptado se encuentran el descenso, Supergigante, eslalon, eslalon gigante, Súper Combinada y snowboarding.
Existe un sistema de clasificaciones en el esquí alpino paralímpico diseñado para asegurar una competición justa entre los esquiadores con distintos tipos de discapacidad. Estas clasificaciones se agrupan en tres tipos generales de discapacidad: ciegos y deficientes visuales, discapacitados físicos de pie y discapacitados físicos sentados. Para permitir que los tres grupos compitan dentro de cada grupo en igualdad de condiciones pese a los distintos niveles de funcionalidad y situaciones médicas, se creó un sistema de factores de correcciones.
El esquí alpino fue uno de los deportes originales en los primeros Juegos Paralímpicos de invierno de 1976, en las disciplinas de eslalon y eslalon gigante. Con el tiempo se añadieron nuevas disciplinas. En los Juegos Paralímpicos de Vancouver 2010 las competiciones de esquí alpino se celebraron en Whistler Creekside, incluyendo el descenso, Súper Combinada, Supergigante, eslalon y eslalon gigante.

## Historia
El esquí como deporte para personas con discapacidad se remonta a la Segunda Guerra Mundial, como consecuencia del elevado número de soldados heridos. En Alemania, Franz Wendel, a quien habían amputado una pierna, consiguió adjuntar con éxito unas muletas a unos esquís cortos. Sepp "Peppi" Zwicknagel, veterano austríaco que había perdido ambas piernas por una granada, aprendió solo a esquiar y con el tiempo se convirtió en un instructor de esquí en Kitzbühel, fundó una división de la Asociación Austríaca de Esquí para esquiadores discapacitados. Para 1947 ya se celebraban competiciones anuales en Austria. Ludwig Guttmann, una de las figuras clave en la historia del deporte paralímpico, ayudó a organizar competiciones de esquí. En los Estados Unidos, Gretchen Fraser comenzó a enseñar a esquiar a los amputados de los hospitales del ejército. Para la década de 1960, se fundaron diversas organizaciones. Durante un largo período de tiempo, el esquí para discapacitados estaba restringido sólo a los amputados, pero en 1969 el esquiador ciego Jean Eymore, que había sido instructor de esquí antes de perder la vista, comenzó un programa de esquí para ciegos en Aspen, Colorado. La primera competición internacional, el campeonato del mundo de esquí alpino para discapacitados, se celebró en Francia en 1974.

## Paralimpiadas

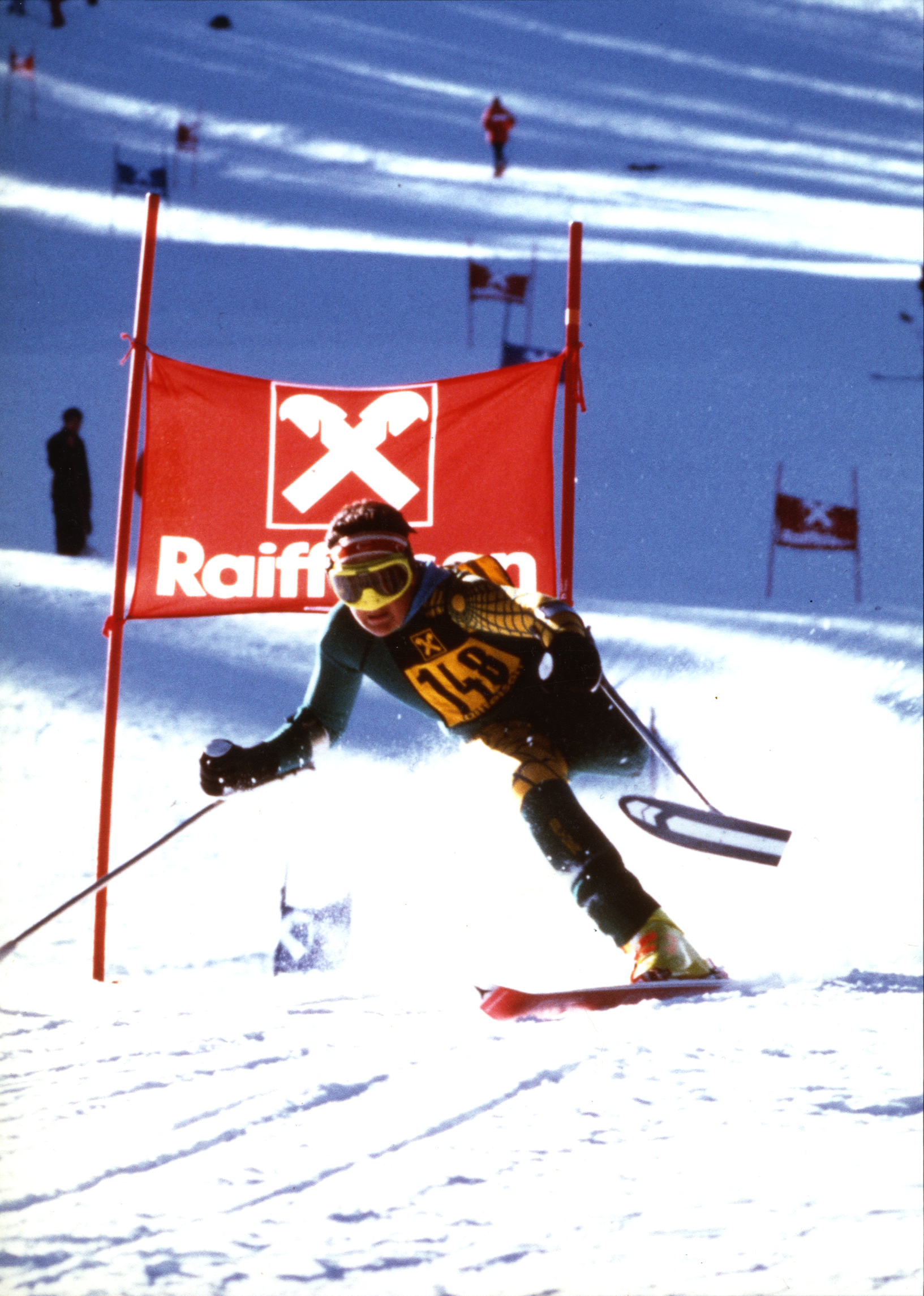
Michael Milton de Australia en los Juegos de Innsbrück de 1988.

El esquí alpino fue, uno de los deportes originales en los primeros, Juegos de Invierno de 1976, con competiciones de eslalon y eslalon gigante. En los Juegos de 1984, se añadió el descenso en el programa alpino paralímpico, junto al silla-esquí como deporte de exhibición. En los Juegos Paralímpicos de Albertville 1992, el descenso, eslalon y eslalon gigante se encontraban en el programa. En los Juegos Paralímpicos de Lillehammer 1994 , el eslalon Súper Gigante fue añadido al programa. En Nagano 1998, se añadieron las clases para esquiadores en silla y con deficiencias visuales en competiciones de medallas tras haber permitido competir en Juegos previos sólo a las clases de pie.

## Modalidades
Las diferentes modalidades son:

### Monoesquí en silla
El participante o la participante suele practicar sentado o sentada en un esquí más corto que los esquís tradicionales,  que tiene una silla adaptada. La silla es de perfil bajo con un avance que  protege las piernas.  Una amortiguación neumática separa el esquí del asiento.  En las manos dispone de unos bastones con pequeños esquís que le sirven para mantener el equilibrio y realizar los giros. Son deportistas que mantienen el control de su tronco lo que les permite mantenerse en posición erguida durante el descenso. 

### Biesquí
La silla es completa abarcando todo el cuerpo de quien practica esta modalidad. Hay dos esquís bajo la misma. Suele ser practicado por personas con afección por encima de la vértebra D4.  Se puede practicar de manera independiente,  o en su versión guiada tándem, en la que un monitor o guía realiza los giros.

### Tres huellas
Esta modalidad permite la práctica a personas con amputaciones o Hemiplejia
El/la deportista con amputación de una extremidad inferior,  esquía sobre un único esquí convencional. En las manos porta unos bastones con esquís pequeños que le sirven de apoyo y para realizar los giros. Se trata de una modalidad olímpica

### Cuatro huellas
Esta modalidad dispone dos esquís y dos estábilos que son muletas con un esquí en el extremo,   o bien un andador que tiene esquís en lugar de ruedines y patas. 

### Esquí con guía
En el caso de las personas con discapacidad visual,  hay una variante de esquí que es el esquí con guía, en el cual la persona con discapacidad esquía detrás del guía. Un intercomunicador inalámbrico permite dar las instrucciones.  Se trata de una modalidad olímpica con tres categorías: B1 para personas sin visión alguna,  B2 con bajo resto visual y B3 con gran resto visual.